# Got fan
El got fan o gotfan es una sopa caliente parecida a un pudin, tradicional en la gastronomía de China. Se considera un plato casero tradicional en Hong Kong y China, ya que nunca se sirve en restaurantes.
La receta de la sopa es sencilla, ya que solo requiere hervir el agua y el polvo obtenido de las raíces de la planta. Se añade azúcar para endulzarla. Su espesor varía según la relación entre agua y polvo.
Se considera principalmente un aperitivo saludable. A veces se toma para limpiar el sistema digestivo, debido a su pureza.
Pueden usarse polvos extraídos de diferentes plantas. La sopa termina teniendo un aspecto claro, blanco o incluso verdoso. En todos los casos se sirve caliente.